# Ланшань
Ланшань (кит.: 崀山, піньінь: Làng shān) — гора в китайській провінції Хунань. Є частиною рельєфа Данься, що входить до списку Світової спадщини ЮНЕСКО. Перекладається з діалекту як «Гора гарної людини».

## Опис
Загальна площа становить 6600 га (буферна зона — 6200 га). Розташована в межах міського округу Шаоян провінції Хунань, південніше від гори розташоване місто Гуйлінь Гуансі-Чжуанського автономного району. Клімат тут субтропічний, вологий і мусонний.
Це чистий екологічний район з 18 мальовничими місцинами, зокрема 3 печерами (найвідомішою є Цзіся), річками та гірськими піками. Останні мають форми башточок, конусів, колон. Найвідоміші є «Пік перцю», «Пік верблюда», «Пік свічки», що отримали свої назву за форму. Найвищим піком є Чжу-фен, що складає 818 м заввишки. Також численні тут карсти, провалля, воронки й ущелини.
Цікавинками є гірська річка Фуї (в різних місцях ширина коливається від 70 до 100 м), що тягнеться до 399.5 м над рівнем моря, природний міст з каміння завдовжки 64 м, 14 м завширшки, 20 м заввишки, 5 м завтовшки, нагадує круглясту арку. Значна частина гори (85 %) вкрита лісами (основу складають вічнозелені широколистяні дерева) й рослинністю. Тут росте 1421 вид рослин, 150 видів грибів, з яких 88 включено до Червоної книги КНР, 71 — до Червоного списку МСОП. Водиться 26 видів ссавців, 94 видів птахів, 35 видів рептилій, 19 видів земноводних, 36 видів риб і 816 видів комах, з яких 40 включено до МСОП, 27 — СІТЕС, 270 — Червоної книги КНР.

## Історія
Утворилося внаслідок розвитку земної кори протягом близько 1 млн років. За легендою в давнину називалася Ляншань, згодом було перейменована у Ланшань. Втім професор Пен Цзежунь з хунанського педагогічного університету вважає старовинною назвою гори Луншан, тобто «Гори хвиль», зазначаючи, що з гори відкривають хмари наче морські хвилі, які оточують гору.
За своєю геоморфою має значну схожість з Даньсяшань. Складається з шару червоного пісковика, що є результатом горизонтальної тектонічної геоморфології. На формування вплинула ерозія під впливом проточної води численних струмків та процеси вивітрювання. Наявність червоного пісковика надало місцині червоного відтінку. Він своєю чергою поєднався з великим та дрібним гравієм, вапняком, що надало ґрунту своєрідного відтінку.
Перші поселення людини біля Ланшань з'явилися близько 4000 років тому. Облаштування цих місць починається в період династії Західна Хань. В часи династії південна Сун зводяться численні храми.
У 2002 році Ален Робер, відомий як «людина-павук» зібрався на один з піків Ланшань — «Лацзяо Фен» («Пік перцю», заввишки 180 м).
Чудові краєвиди сприяють зростанню туризму біля гори, зокрема рафтингу на річці Фуї. У 1989 році прийнято програму з розвитку туризму. У 1992 році горою опікується провінційне управління туризму. Після цього облаштування туристичної інфраструктури на гори значно посилився. На верхівці розташовано курорт Вацзяочжай, до якого веде дорога завдовжки 238.8 м. Водночас в околицях розвивається оленярство, селяни збирають і здають оленячі роги. На сьогодні річний обсяг становить 1500 кг сухих рогів.
У 2001 році стає національним геологічним парком. У 2005 році Державна рада КНР надала Цзянланшань категорію АААА за Рейтингом туристичних визначних пам'яток. У 2006 році стає національним заповідником. У 2010 році Ланшань увійшла до переліку Всесвітньої спадщини в Китаї.